# Carl Hubbell
Pour les articles homonymes, voir Hubbell.
Carl Owen Hubbell (né le 22 juin 1903 à Carthage, Missouri, décédé le 21 novembre 1988 à Scottsdale, Arizona) était un joueur américain de baseball qui a joué toute sa carrière avec les New York Giants en Ligue majeure de baseball.

## Palmarès
- Meilleur joueur des Ligues majeures : 1933 et 1936
- 9 sélections pour le match des étoiles de la Ligue majeure : 1933-1938, 1940-1942 (5 matchs joués)
- Premier joueur de la Ligue nationale à voir son numéro d'uniforme (le 11) retiré
- Cité parmi les meilleurs lanceurs lors du vote pour l'Équipe du siècle de la Ligue majeure de baseball en 1999 (22e parmi les lanceurs)[1]